# Dandaleith Stone
Der Dandaleith Stone ist ein in Craigellachie in Moray in Schottland 2013 entdeckter Piktischer Symbolstein der Class I (unbearbeiteter Stein mit eingeschnittenen Symbolen) aus dem 6. bis 8. Jahrhundert. Er wurde beim Pflügen gefunden, wobei unklar ist, ob der Fundplatz der originale Aufstellungsplatz war. Die genaue Fundposition wird aufgrund der archäologischen Anfälligkeit des Platzes zurzeit nicht angezeigt.

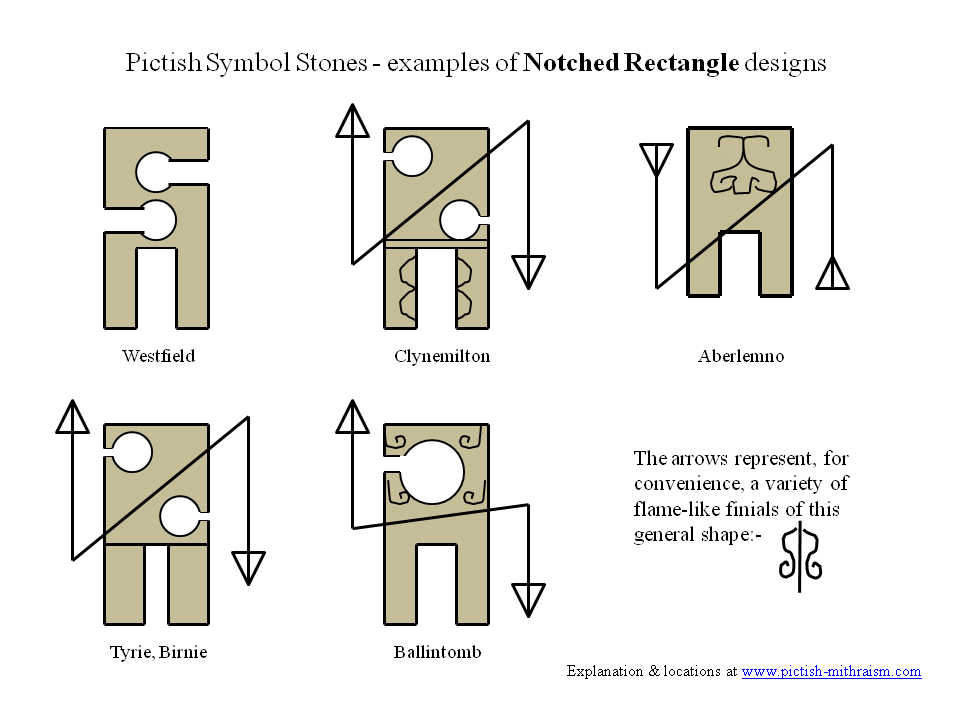
Varianten des Gekerbten Rechtecks

Der 670 kg wiegende Stein ist 1,68 m hoch, 0,5 m breit und 0,36 m stark und aus rosa Granit. Er trägt eingeschnittene piktische Symbole auf zwei angrenzenden Flächen. Die Symbolaufbringung auf benachbarten Flächen ist ungewöhnlich. Spiegel und Z-Stab befinden sich auf der einen und Adler, Halbmond und V-Stab auf der anderen Seite.
Der Stein befindet sich seit 2015 im Elgin Museum in Moray.